# Ctenochira orientalis
Ctenochira orientalis är en stekelart som beskrevs av Dmitriy R. Kasparyan 1993. Ctenochira orientalis ingår i släktet Ctenochira och familjen brokparasitsteklar. Inga underarter finns listade i Catalogue of Life.